# Cinnyris bifasciatus
El suimanga bandeado (Cinnyris bifasciatus) es una especie de ave paseriforme de la familia Nectariniidae. Se encuentra en Angola, Botsuana, República del Congo, República Democrática del Congo, Etiopía, Gabón, Kenia, Malaui, Mozambique, Namibia, Ruanda, Somalia, Sudáfrica, Suazilandia, Tanzania, Uganda, Zambia, y Zimbabue.